# 행복충전 유쾌한 일요일
《행복충전 유쾌한 일요일》은 1999년 5월 16일부터 1999년 10월 17일까지 문화방송에서 방송되었던 가족 코미디 프로그램이다. 기존에 개그스타에 의존하는 콩트 나열식 코미디를 지양하고 새로운 인물과 실험정신이 깃든 코너를 마련했으나 시청률 난조 때문에 1999년 가을개편으로 막을 내렸다.

## 역대 출연자
- 배일집
- 이홍렬
- 임하룡
- 이성미
- 이경애
- 안문숙
- 이경규
- 김정렬
- 김보화
- 최병서
- 황기순
- 배영만
- 이재포
- 이경실
- 김성은
- 김종하
- 서승만
- 김국진
- 유재석
- 이영자
- 최성훈
- 이휘재
- 김한석
- 이상아
- 故 전미선
- 정선희
- 윤정수
- 조혜련
- 박명수
- 서경석
- 이윤석
- 김학도
- 홍기훈
- 표영호
- 나경훈
- 강호동
- 서춘화
- 정성한
- 정찬우
- 김태균
- 김진수
- 김효진
- 정성호
- 이정용
- 한재진
- 김현철
- 전영미
- 노정렬
- 정경숙
- 고명환
- 배호근
- 문경훈
- 전광희
- 고정호
- 이칠선
- 강우석
- 방용화
- 김말숙
- 김완태
- 故 최동원

## 결방
- 1999년 6월 6일 - <권율장군 서거 400주년 기념 승전음악회> 편성으로 결방[3]
- 1999년 9월 26일 - 추석특집 <폭소 가요제> 편성으로 결방[4]